# Cuộc chinh phạt Ba Tư, 1796
Chiến tranh Ba Tư-Nga là một cuộc chiến diễn ra giữa Đế quốc Nga và Ba Tư vào năm 1796.
Các cuộc chinh phạt Ba Tư của Catherine Đại đế, cùng với cuộc chinh phạt Ba Tư của Peter Đại đế, là một trong những cuộc chiến tranh Nga-Ba Tư trong thế kỷ 18 mà không gây bất kỳ hậu quả lâu dài cho bên tham chiến.
Những thập niên cuối của thế kỷ 18 được đánh dấu bởi những xung đột liên tục giữa hai bên. Catherine Đại đế của Nga đã lợi dụng tình hình rối ren để kiểm soát các triều đình yếu trong vùng Kavkaz. Vương quốc Gruzia đã trở thành một xứ bảo hộ của Nga trong năm 1783, khi Erekle II ký kết Hiệp ước Georgievsk, Gruzia sẽ được bảo vệ trong trường hợp Ba Tư tấn công. Các shamkhal của Tarki cũng theo gương và đã được chấp nhận bảo hộ của Nga ba năm sau đó.